# Wegscheid (Francja)
Wegscheid – miejscowość i gmina we Francji, w regionie Grand Est, w departamencie Górny Ren.
Według danych na rok 1990 gminę zamieszkiwało 299 osób, a gęstość zaludnienia wynosiła 30 osób/km² (wśród 903 gmin Alzacji Wegscheid plasuje się na 593. miejscu pod względem liczby ludności, natomiast pod względem powierzchni na miejscu 249.).